# Brewham
Brewham is een civil parish in het bestuurlijke gebied South Somerset, in het Engelse graafschap Somerset met 441 inwoners.